# Mala Ševnica
Mala Ševnica este o localitate din comuna Trebnje, Slovenia, cu o populație de 18 locuitori.